# Lecidea atrocervina
Lecidea atrocervina är en lavart som beskrevs av Edvard(Edward) August Vainio. Lecidea atrocervina ingår i släktet Lecidea, och familjen Lecideaceae. Arten är reproducerande i Sverige.